# Lafortune en papier
Lafortune en papier é um documentário canadense dirigido por Tanya Lapointe e lançado em 2020. O filme é um retrato de Claude Lafortune, um artista de papel que foi uma personalidade influente na televisão infantil quebequense.
Lapointe começou a fazer o filme em 2018 com a intenção de trabalhar para lançá-lo em 2021 ou 2022, mas acelerou a produção após a morte de Lafortune de COVID-19 em abril de 2020. O filme estreou no Festival de Cinema de Whistler de 2020, onde recebeu uma menção honrosa do júri para o Prêmio Documentário do Festival de Cinema de Whistler, e ganhou o Prêmio do Público.